# Doradca do spraw bezpieczeństwa przewozu towarów niebezpiecznych w zakresie transportu drogowego
Doradca do spraw bezpieczeństwa przewozu towarów niebezpiecznych w zakresie transportu drogowego (doradca ADR; DGSA) – osoba zajmująca się i czuwająca nad prawidłowym przewozem drogowym towarów niebezpiecznych. Podmiot wykonujący taki przewóz jest zobligowany do zatrudnienia doradcy na podstawie ustawy z dnia 19 sierpnia 2011 o przewozie towarów niebezpiecznych oraz umowy ADR (w Polsce obowiązuje ADR wprowadzony dnia 1 stycznia 2011).
Doradcą może zostać osoba:
- posiadająca wykształcenie wyższe,
- niekarana za przestępstwo popełnione umyślnie,
- ukończyła kurs doradczy,
- złożyła z wynikiem pozytywnym egzamin państwowy przed komisją egzaminacyjną działającą przy Dyrektorze Transportowego Dozoru Technicznego (TDT) (do końca 2011 egzamin prowadził Wojewódzki Inspektor Transportu Drogowego).

## Kurs doradcy DGSA
Kursy przygotowujący jest obowiązkowym szkoleniem dla kandydatów na doradców i musi zostać przeprowadzony przez zarejestrowany podmiot prowadzący kursy. Wykaz takich podmiotów prowadzących kursy dla kandydatów na doradców w poszczególnych województwach jest prowadzony przez Transportowy Dozór Techniczny.

### Zakres kursu doradcy DGSA
Kurs doradcy ADR trwa 44 godziny lekcyjne i swoim zakresem obejmuje trzy części:
- moduł podstawowy – uwzględniający podstawową wiedzę o przewozie towarów niebezpiecznych wszystkich klas, przepisów prawnych, zasad pakowania, załadunku i rozładunku, zasad znakowania, czy też dokumentacji,
- moduł specjalistyczny skupiający uwagę na przewozie drogowym substancji i materiałów niebezpiecznych,
- konsultacje.

## Egzamin państwowy
Egzamin na doradcę ds. bezpieczeństwa przewozu towarów niebezpiecznych składa się z trzech części:
- Cześć teoretyczna ogólna – 80 minut.
- Część teoretyczna specjalistyczna – 60 minut.
- Część praktyczna specjalistyczna – 60 minut.

Warunkiem do złożenia z wynikiem pozytywnym egzaminu państwowego jest uzyskanie 80% poprawnych odpowiedzi z każdej części teoretycznej oraz poprawne rozwiązanie opisowego zadania praktycznego.

## Obowiązki doradcy
Zakres obowiązków doradcy obejmuje m. in:
- Gromadzenie informacji o przedsiębiorstwie i materiałach niebezpiecznych,
- Sprawdzanie czy dane materiały są towarami dużego ryzyka,
- Sprawdzanie dokumentów przewozowych,
- Zwiększanie świadomości pracowników poprzez szkolenia,
- Dokumentowanie inspekcji,
- Stworzenie raportu powypadkowego.

Doradca ds. bezpieczeństwa przewozu towarów niebezpiecznych ma za zadanie śledzić zgodności przedsiębiorstwa z obowiązującymi wymaganiami Umowy ADR dotyczącymi procesów transportowych towarów niebezpiecznych. Powinien ponadto doradzać przedsiębiorstwu w decyzjach dotyczących działalności przedsiębiorstwa w celu ułatwienia prowadzenia działalności transportowej w sposób bezpieczny i w zgodzie z odpowiednimi wymaganiami. Ponadto Doradca ADR jest uprawniony do prowadzenia szkoleń dla kierowców przewożących materiały niebezpieczne lub dla innych osób związanych z operacjami transportowymi. Ostatnim najważniejszym obowiązkiem przypisanym doradcy jest przygotowanie rocznego sprawozdania z działalności przedsiębiorstwa w zakresie przewozu sklasyfikowanych towarów niebezpiecznych dla przedsiębiorstwa lub dla władz lokalnych. Sprawozdania za rok poprzedni powinny być wysyłane do Wojewódzkiego Inspektoratu Transportu Drogowego do 28 lutego bieżącego roku i przechowywane przez kolejnych 5 lat.